# Waitrose & Partners

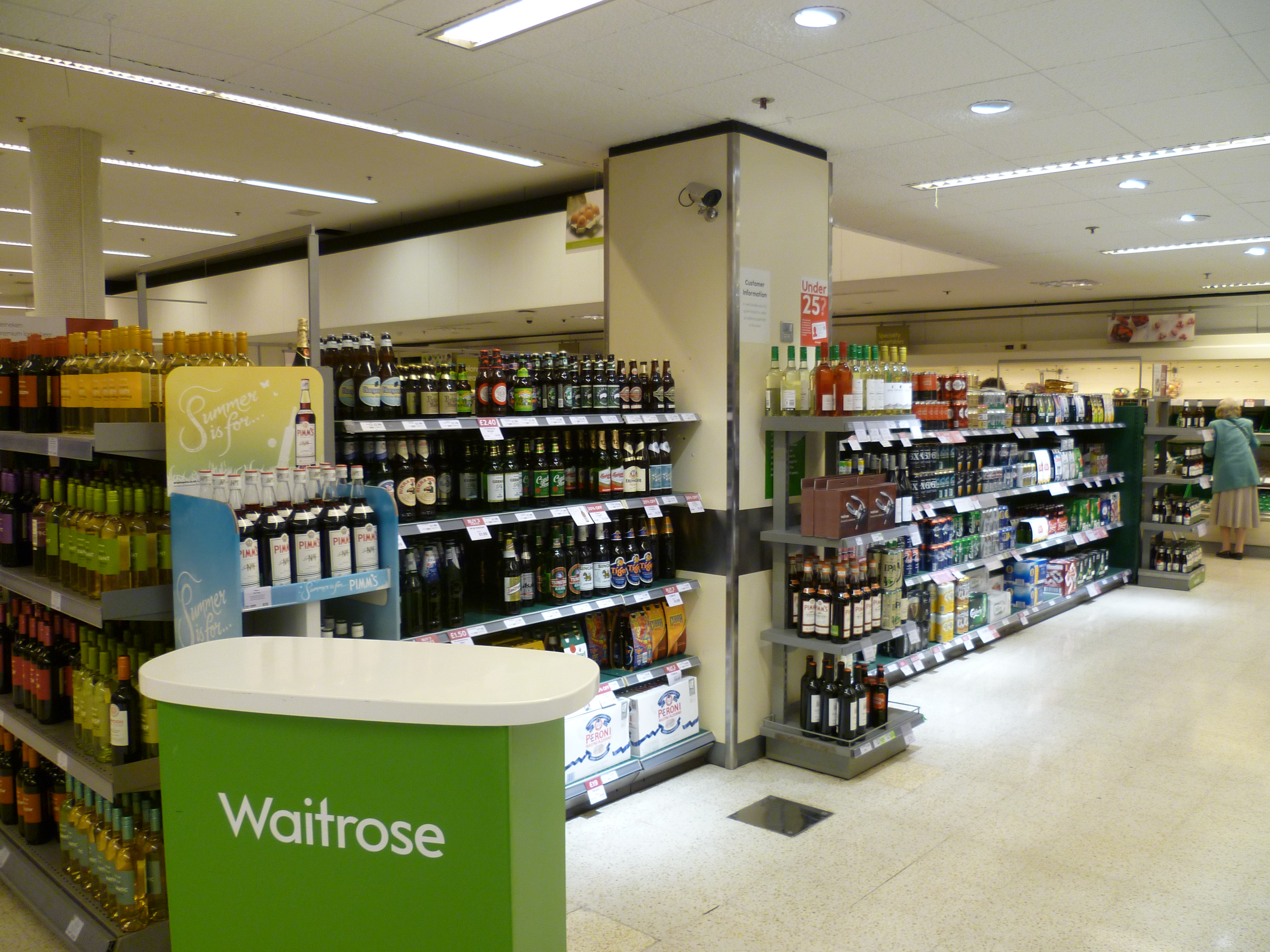
Waitrose, Enfield

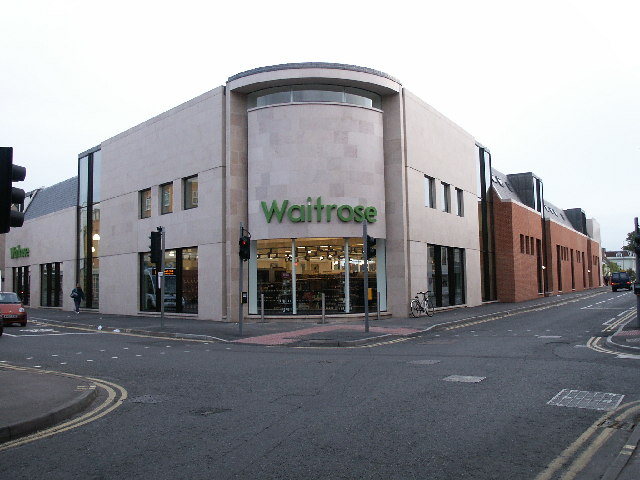
A filial Waitrose em Wallingford

Waitrose & Partners (previamente Waitrose ) é uma marca de supermercados britânicos, vendendo produtos de consumo que fazem parte do maior grupo retalhista da Grã-Bretanha, o John Lewis Partnership. A sede é localizada em Bracknell e Victoria, Inglaterra. A Waitrose & Partners possui 338 lojas em todo o Reino Unido, incluindo 65 lojas de conveniência "little Waitrose" e uma participação de 5,1% no mercado, tornando-se o oitavo maior retalhista de compras do Reino Unido. Os supermercados do grupo também exportam também bens de consumo para 52 países e têm lojas no Medio-Oriente.
Waitrose & Partners, geralmente conhecido como "Waitrose", foi descrito pelo The Telegraph e pelo The Guardian como tendo uma reputação "de luxo", embora o ex-diretor-gerente Mark Price sugerisse que esse não é o caso, se comparando os preços aos do rival Tesco.
Esta firma teve um selo Real de Aprovação   para fornecer bens de consumo, vinhos e bebidas espirituosas à rainha Elizabeth II e, a partir de 1 Janeiro 2011, ao príncipe Charles.

## História
Fundada em 1904 por Wallace Waite, Arthur Rose e David Taylor, a Waitrose & Partners começou como uma pequena mercearia, Waite, Rose & Taylor, em Acton, oeste de Londres.  Em 1908, dois anos depois que David Taylor deixou o negócio, o nome "Waitrose", dos nomes dos fundadores restantes, foi adotado. Em 1937, a empresa, composta por dez lojas e 160 funcionários, foi adquirida pela John Lewis Partnership.  Em 1944, a parceria comprou a Schofield and Martin, uma empresa de mercearia em South Essex, que possuía 12 lojas em sua cadeia. A loja Schofield e a Southend High Street de Martin foram convertidas em loja de autoatendimento em 1951, tornando-se a primeira loja da Waitrose. O nome Schofield e Martin foi usado até à década de sessenta, quando as lojas foram renomeadas como Waitrose.
Em agosto de 2016, a Waitrose tinha 350 lojas em todo o Reino Unido e abriu a primeira loja sem dinheiro do Reino Unido na sede da Sky, sob a marca Little Waitrose.
Problemas de rentabilidade no final da década resultaram no John Lewis ter que fechar cinco lojas Waitrose em 2018  vender cinco lojas adicionais Waitrose a outros grupos retalhistas em 2019.

## Marca e marketing

Logotipo Waitrose de 2004-2018

O antigo logotipo da Waitrose foi projetado pela Monotype Imaging e pela Interbrand.

### Waitrose Duchy Organic
Em 1983, a Waitrose foi a primeira grande cadeia de supermercados a vender alimentação biológica e, em 2008, detinha uma participação de 18% no mercado de alimentos Bio. Em setembro de 2009, a Duchy Originals, o precário negócio de alimentos biológicos  iniciado pelo príncipe Charles, foi resgatado pela Waitrose, que assinou um acordo exclusivo para distribuir a gama de produtos do príncipe em troca  duma taxa mínima para a sua instituição de caridade. Em retorno, o príncipe Charles visitou lojas da Waitrose e jantou com quadros superiores da Waitrose e  respectivos cônjuges. Em agosto de 2010, a  gama Duchy foi relançada com muitas novas linhas sob a marca Duchy Originals da Waitrose (mais tarde Waitrose Duchy Organic ).

### Waitrose Essêncial
Consciente de que a Waitrose arriscava ser vista como varejista de alimentos em ocasiões especiais, e não nas compras diárias, a cadeia lançou sua gama de produtos como "Waitrose essencial" em março de 2009. O marketing usou o slogan: "Qualidade que você esperaria a preços que você não esperaria". 1.400 produtos foram marcados com esse nome usando embalagens simples à base de branco. Parte da opinião publica questionou e parodiou a venda de produtos que não-essenciais, como por exemplo as sobremesas ratatouille provençal e limoncello. No entanto, a gama teve grande sucesso. Em 2016, tinha mais de 2.000 artigos e vendas anuais de 1,1 bilião de libras, tornando-a uma das cinco marcas de alimentos e bebidas na Grã-Bretanha com um valor acima de 1 bilião de libras esterlinas.

### Lojas de conveniência e Little Waitrose

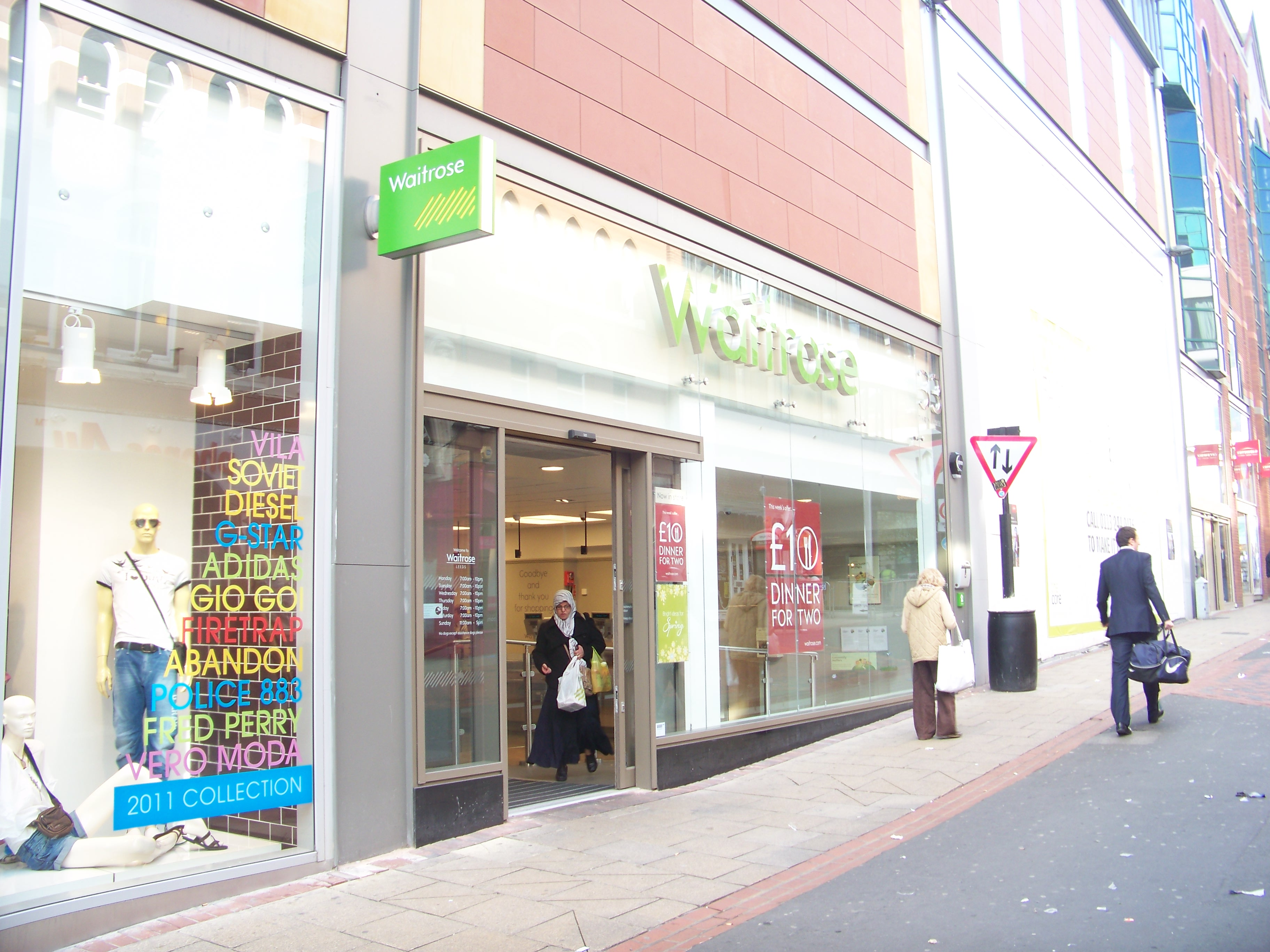
Uma loja de conveniência Waitrose em Lands Lane, no centro da cidade de Leeds

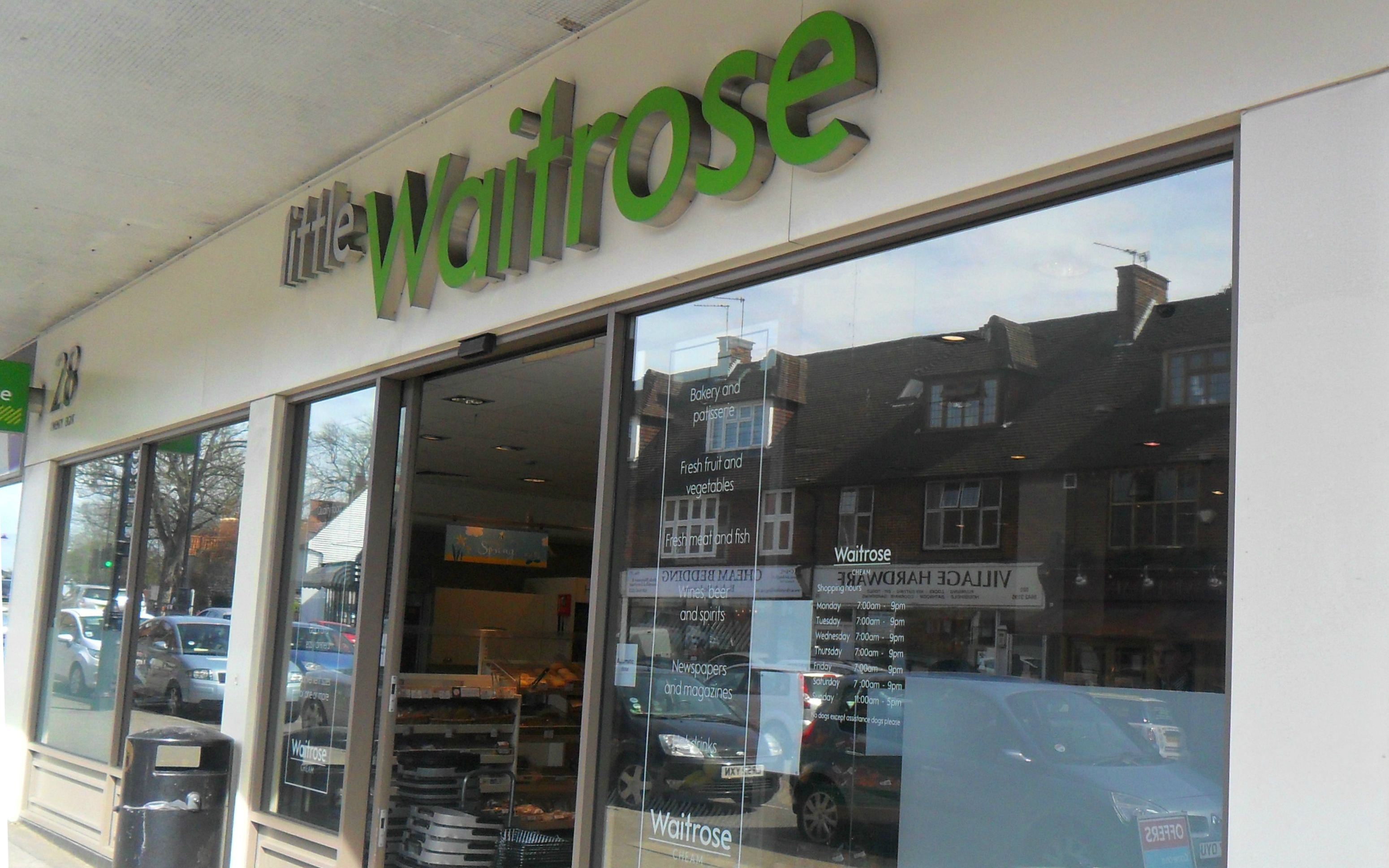
Uma loja "little Waitrose" em Cheam, Londres, distrito de Sutton

### Waitrose Food & Home / Waitrose Alimentação, Moda e casa
Existem seis lojas Waitrose Food & Home localizadas em Bath, Cheltenham, Leeds Meanwood, Rushden, Salisbury e Southend com uma Waitrose Food, Fashion & Home em Canary Wharf . Ambos os tipos de lojas são grandes o suficiente para oferecer uma variedade de produtos John Lewis e possuem departamentos como The Waitrose Studio, Sushi, Oyster, Saladas e Sucos, Agente de Viagens, Lavagem a Seco, Processamento de Fotos ou Correios.

### Welcome Break
Em maio de 2009, a Waitrose iniciou um acordo de franquia com o operador da estação de serviços das auto-estradas Welcome Break.

## Presença on-line

### Ocado
Em abril de 2000, foi lançada a loja on-line de alimentos Ocado . A John Lewis Partnership entrou a bordo como principal fornecedor e proprietário em Outubro de 2000. O serviço Ocado está disponível apenas em determinadas áreas da Grã-Bretanha. A Ocado usa um armazém central para atender as suas entregas. Em Novembro de 2008, a John Lewis Partnership transferiu a participação acionária, então 29%, para um de pensões do pessoal. Também fechou um contrato de fornecimento de cinco anos com a empresa, substituindo o contrato anterior de um ano. Este acordo foi alterado em 2010 para um contrato de dez anos para fornecer produtos à Ocado. Em Fevereiro de 2011, a John Lewis Pension Trust retirou-se oficialmente das ações da Ocado.

## Quota de mercado

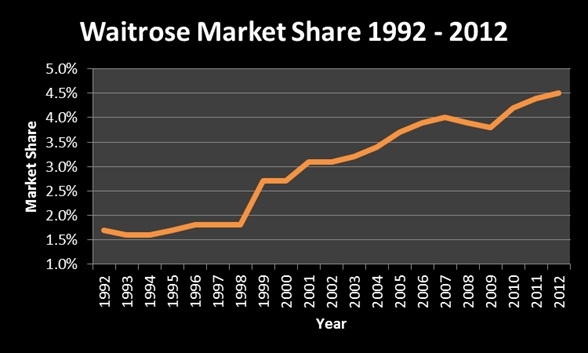
Gráfico mostrando a participação de mercado da Waitrose no Reino Unido

Atualmente, a Waitrose possui 5,1% de participação no mercado de alimentos a partir de 2015. Além disso, teve uma participação de 18% e 10% nos mercados de alimentação  biológica e peixe, respectivamente, durante 2008.

## Prémios e aclamações
Waitrose recebeu vários prémios. Nomeadamente alguns dos seus vinhos foram premiados pela revista Decanter e pelo International Wine and Spirit Competition. A rede de supermercados também recebeu prémios por serviço retalhista, incluindo galardões da revista Which? A compaixão na agricultura mundial e a RSPCA premiaram a Waitrose pelo bem-estar animal.